# Англо-іракські договори
Англо-іракські договори — договори між урядом Сполученого Королівства й представниками мандатної території Месопотамія, від 1921 року — Королівства Ірак. Мали нерівноправний характер і були спрямовані на збереження колоніального панування Англії в Іраку.

## Договір 1922 року
25 квітня 1920 року конференція Антанти в Сан-Ремо передала Великій Британії мандат на управління Іраком терміном на 4 роки. 14 червня 1922 року міністр у справах колоній Великої Британії Вінстон Черчилль оголосив, що англійська адміністрація Іраку буде замінена на арабський уряд.
Договір 1922 року було укладено терміном на 20 років 10 жовтня в Багдаді британським і тимчасовим іракським урядами. Останній було створено після придушення анти британського повстання в Іраку в липні-грудні 1920 року. Договір був ратифікований іракськими Установчими зборами 11 липня 1924 року тільки під тиском Англії. Документ оформив мандатну залежність Іраку від Великої Британії (був затверджений Радою Ліги Націй у вересні 1924 року). Відповідно до договору Ірак втрачав права самостійно провадити зовнішню політику й зобов'язався керуватись британськими порадами в питаннях, що стосувались фінансів і міжнародних відносин. Контроль над збройними силами, фінансами, всім політичним й економічним життям країни передавався до рук англійського верховного комісара. Договір 1922 року зіштовхнувся зі значним спротивом в Іраку, й Англія була змушена за протоколом 30 квітня 1923 року скоротити термін дії Англо-іракського договору 1922 року до 4 років.

## Договір 1926 року
Договір 1926 року був підписаний 13 січня в Багдаді. За згоди Ради Ліги Націй договір продовжував термін дії Англо-іракського договору 1922 року до 1950, якщо до того часу Ірак не стане членом Ліги Націй, що автоматично б звільнило його від британського мандату.

## Договір 1927 року
Договір 1927 року був підписаний 14 грудня в Лондоні, але не був ратифікований у зв'язку з потужним опором іракського народу. Документ формально визнавав Ірак суверенною державою. Фактично ж англійський уряд зберігав за собою всі права, передбачені договором 1922 року.

## Договір 1930 року
Договір 1930 року «Про дружбу та союз» був укладений 30 червня в Лондоні терміном на 26 років, заміняв договори 1922 й 1926 років. Набрав чинності після вступу Іраку до Ліги Націй (1932). Документ передбачав скасування мандату й офіційно визнавав незалежність Іраку. По суті ж договір закріплював залежне положення країни в галузі зовнішньої політики й у військовому відношенні. Великій Британії дозволялось мати в Іраку дві військові бази (в Ель-Хаббанії та Шуайбі) й утримувати там свої війська. Іракська армія потрапила під англійський контроль.

## Договір 1948 року
Договір 1948 року був підписаний у Портсмуті 15 січня. Передбачав створення «комісії спільної оборони», в якій вирішальне слово було за британськими офіцерами. Територія Іраку залишалась базою англійських збройних сил, іракський уряд і надалі не мав самостійності у зовнішній політиці. Новий іракський уряд 2 лютого відкинув Портсмутський договір у зв'язку з народними заворушеннями, що почались 17 січня того ж року.

## Договір 1955 року
Договір 1955 року був підписаний у Багдаді 4 квітня одночасно з приєднанням Англії до Багдадського пакту. Був угодою про «спільну оборону», замінював договір 1930 року, зберігав позиції Англії в Іраку. Англія, передаючи Іраку свої військові бази, зберегла за собою право їх використання в разі війни та навіть у випадку «загрози війни». В Іраку залишились іракські військово-повітряні сили, було обумовлено англо-іракське співробітництво в справі навчання іракської армії, право вільних польотів англійських військових літаків над територією Іраку, обслуговування іракських аеродромів англійськими фахівцями тощо.
24 березня 1959 року уряд проголошеної за рік до того Іракської Республіки офіційно заявив про вихід з Багдадського пакту й одночасно денонсував Англо-іракський договір 1955 року.